# Pietro Iemmello
Pietro Iemmello (Catanzaro, 6 de março de 1992), é um futebolista italiano que atua como centroavante. Atualmente, joga pelo Catanzaro. 

## Carreira
Pietro Iemmello começou a carreira na Pro Vercelli.